# Hugon Green
Hugon Green ang. Hugh Green (ur. ok. 1584 w Londynie, zm. 19 sierpnia 1642 w Dorchester) – angielski prezbiter, błogosławiony Kościoła katolickiego, męczennik, ofiara prześladowań antykatolickich w Anglii.
Pochodził z rodziny protestanckiej. W 1605 roku ukończył Peterhouse. Do nawrócenia na katolicyzm był anglikaninem. Studiował w kolegium angielskim w Douai. Po otrzymaniu sakramentu święceń kapłańskich od 1612 roku realizował powołanie w ojczyźnie jako kapelan Anny Arundell w zamku Chideock (hrabstwo Dorset). Aresztowano go, gdyż nie zdążył dostosować się do wydanego 8 marca 1641 roku dekretu nakazującego wszystkim kapłanom katolickim opuszczenie Anglii. Skazanego na śmierć stracono przez powieszenie i poćwiartowanie 19 sierpnia 1642 roku w Dorchester, a zwłoki zbezcześcił tłum. Został zabity na fali represji zapoczątkowanych przez Henryka VIII ustanawiającego zwierzchność króla nad Kościołem anglikańskim, dołączając do ofiar okresu reformacji.
Beatyfikacji Hugona Greena dokonał papież Pius XI 15 grudnia 1929 roku w Rzymie.
Dies natalis (dzienna rocznica śmierci) jest dniem, kiedy wspominany jest w Kościele katolickim.
Pod Chideock, na miejscu gdzie wznosił się zamek stoi krzyż upamiętniający tzw. „Męczenników z Chideock”, a kościół pw. „Naszej Pani Królowej Męczenników i św. Ignacego” ((ang.) Our Lady, Queen of Martyrs and st. Ignatius) jest szczególnym miejscem ich kultu.